# Руносмяки
Ру́носмяки (фин. Runosmäki, швед. Runosbacken) — один из районов города Турку, входящий в территориальный округ Руносмяки-Раунистула и частично в округ Маариа-Пааттинен.

## Географическое положение
Район расположен в шести километрах к северу от центральной части Турку.

## Население
В 2007 году в районе проживало 10 341 человек. В 2004 году численность население района составляла 10 296 человек, из которых дети моложе 15 лет — 13,42 %, а старше 65 лет — 16,78 %. Финским языком в качестве родного владели 91,82 %, шведским — 1,60 %, а другими языками — 6,58 % населения района.